# 다나카 다쓰야 (1982년)
다나카 다쓰야(일본어: 田中 達也, 1982년 11월 27일 ~ )는 일본의 전 축구 선수이다.

## 구단 경력
그는 2001년부터 2021년까지 J리그의 우라와 레즈, 알비렉스 니가타에서 활동하였다.

## 국가대표팀 경력
그는 2002년 아시안 게임에 참가할 일본 U-23 국가대표팀에 발탁되었으며, 은메달 획득에 기여했다. 2004년 하계 올림픽에 참가할 U-23 국가대표팀에 발탁되었으며, 3경기에 출전했다.
그는 2005년 동아시아 축구 선수권 대회에 참가할 일본 국가대표팀에 발탁되었으며, 7월 31일 조선민주주의인민공화국와의 경기에서 데뷔했다. 그는 2009년까지 국제 A매치 통산 16경기에 출전, 3득점을 넣었다.

## 통계
| 일본 | 일본 | 일본 |
| 연도 | 출전 | 득점 |
| ---- | ---- | ---- |
| 2005 | 2    | 1    |
| 2006 | 4    | 0    |
| 2007 | 2    | 0    |
| 2008 | 4    | 1    |
| 2009 | 4    | 1    |
| 통산 | 16   | 3    |